# Goethestraße 9 (Coburg)

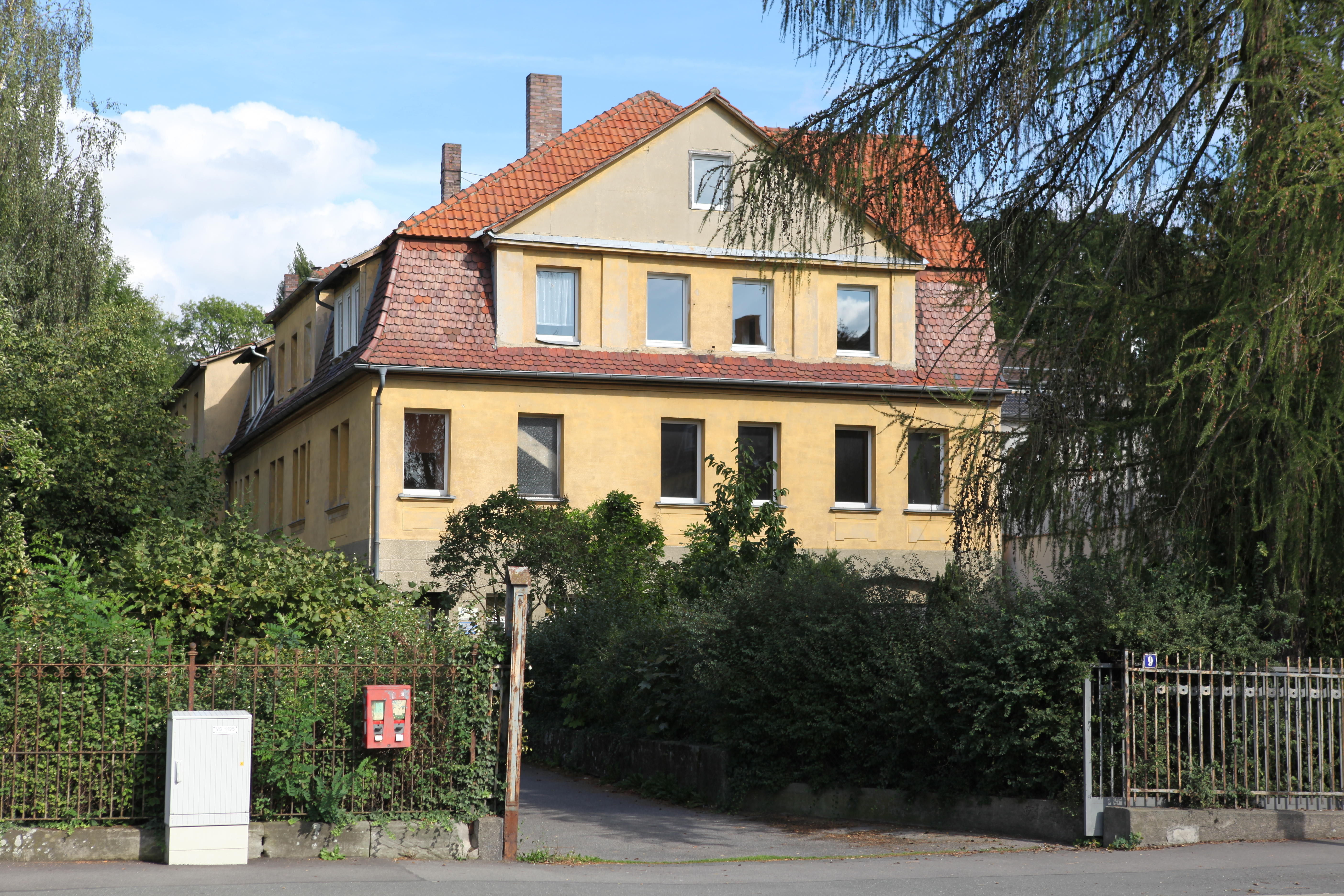
Haus Goethestraße 9 in Coburg

Das denkmalgeschützte Kutscherhaus in der Goethestraße 9 in Coburg wurde im Frühjahr 2012 abgebrochen.

## Geschichte
Das Anwesen bestand Ende des 19. Jahrhunderts aus einem mit einem Gartenhaus bebauten Garten. Im Jahr 1911 erwarb der Hofschlachter Emil Köhler das Grundstück und ließ an Stelle des Gartenhauses ein neues Gebäude mit Eiskeller und Stallungen im Erdgeschoss errichten. Anfang der 1950er Jahre wurden nach einem Brand Wohnungen eingebaut.
Das Gebäude war ein massiver Putzbau mit einem Mansarddach im barockisierenden Heimatstil und Garageneinbauten. Ein Waschhaus war angebaut.
Erst im August 2010, während der Vorbereitungen eines Bebauungsplans, wurde das Haus in die Denkmalliste eingetragen. Die Stadt Coburg erlaubte dennoch der stadteigenen Wohnungsbaugesellschaft den Abbruch des Gebäudes, da gemäß Bebauungsplan die Sanierungsziele für die Ketschenvorstadt mit dem Erhalt des Gebäudes nicht erreicht werden konnten. Das Gebäude wurde 2012 abgebrochen.